# Dehydrogenaza 11β-hydroksysteroidowa typu 1

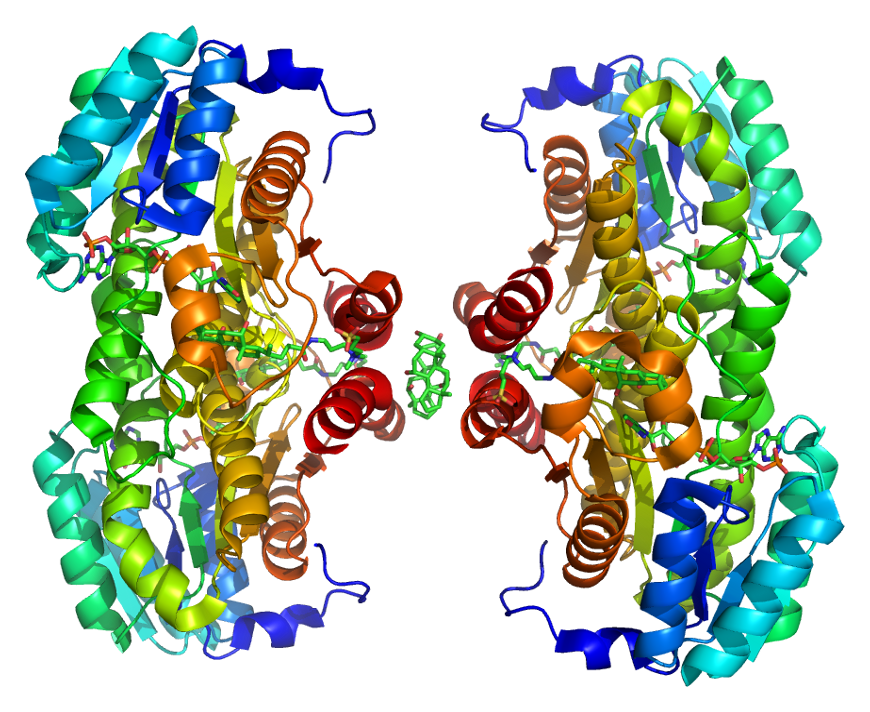
Model struktury 3D dehydrogenazy 11β-hydroksysteroidowej typu 1

Dehydrogenaza 11β-hydroksysteroidowa typu 1 (HSD11B1, z ang. 11β-hydroxysteroid dehydrogenase type 1; reduktaza kortyzonu) – enzym mikrosomalny, NADPH-zależna oksydoreduktaza o wysokiej ekspresji w tkankach kluczowych metabolicznie. Katalizuje przemianę kortyzonu w kortyzol oraz w mniejszym stopniu reakcję odwrotną. Razem z dehydrogenazą 11β-hydroksysteroidową typu 2 tworzy układ regulujący poziom kortyzolu w organizmie.
Synteza kortyzolu z 11-β-deoksykortyzolu odbywa się w nadnerczach. Jest to hormon o dużym wpływie na metabolizm i bywa nazywany hormonem stresu. Pobudza on receptory glikokortykosteroidowe. W nerkach, śliniankach, okrężnicy i łożysku ulega on utlenieniu do niedziałającego na wspomniane receptory kortyzonu. Proces ten przebiega jednokierunkowo pod wpływem dehydrogenazy 11β-hydroksysteroidowej typu 2, której kofaktorem jest NAD. Natomiast w wątrobie, tkance tłuszczowej, ośrodkowym układzie nerwowym, płucach i makrofagach zachodzi proces odwrotny, odtworzenie aktywnego hormonalnie kortyzolu poprzez dehydrogenację kortyzonu. Jest to efektem z aktywności w tych organach dehydrogenazy 11β-hydroksysteroidowej typu 1. Proces ten zachodzi z udziałem NADPH jako reduktora.
Inhibitorem HSD11B1 jest karbenoksolon, lek stosowany w leczeniu wrzodu trawienego. Hamuje ją również kwas 18α-lukrecjowy występujący w korzeniu lukrecji gładkiej. Badanie z 2014 roku wykazało, że galusan epigallokatechiny z zielonej herbaty również może potencjalnie hamować produkcję kortyzolu katalizowaną przez reduktazę kortyzonu. Może to częściowo wyjaśniać antystresowe działanie zielonej herbaty.
Nadmierny poziom kortyzolu w organizmie, czyli hiperkortyzolemia, prowadzi do otyłości centralnej. Jedną z odmian genu kodującego reduktazę kortyzonu powiązano z otyłością i insulinoopornością u dzieci. Enzym odgrywa też rolę w powstawaniu cukrzycy typu 2, nadciśnienia i dyslipidemii. Schorzenia takie odnotowano także u myszy o zwiększonej aktywności enzymu w tkance tłuszczowej. Istnieją dwa warianty transkrypcyjne tego genu, kodują one to samo białko.